# Sebastian de Souza
Sebastian Denis de Souza es un actor británico, más conocido por haber interpretado a Matty Levan en la serie Skins.

## Biografía
Es hijo de Elinor Kelly y Christopher Edward "Chris" de Souza, un maestro de música, autor y compositor de origen portugués-hindú, tiene un hermano llamado Tristán de Souza.
Sus tíos son el actor Edward de Souza y el profesor Simon de Souza. 
Estudió en el Brockhurst Preparatory School en Berkshire y en School of Music Drama and Art.

## Carrera
Desde el 2010 es miembro del National Youth Theatre.
De Souza es el vocalista principal de la banda "Cubiq" su canción debut Say se estrenó el 20 de diciembre de 2011. Ese mismo año se unió al elenco de la quinta temporada de la serie Skins donde interpretó a Matthew "Matty" Levan, el hermano mayor de Nicholas "Nick" Levan (Sean Teale), hasta el 2012.
En el 2012 se unió a la segunda temporada de la exitosa serie The Borgias donde interpretó a Alfonso de Aragón, Príncipe de Salerno y Duque de Bisceglie, el segundo esposo de Lucrecia Borgia (Holliday Grainger), hasta el final de la serie en la tercera temporada luego de que su personaje muriera.
En el 2014 participó en la película Plastic que se basa en hechos reales junto con Edward Speleers, Alfie Allen y Will Poulter, donde interpretó a Rafa, uno de los cuatro amigos que se unen para cometer el robo más grave de Reino Unido.
En el 2015 apareció como invitado en la tercera temporada de la serie Crossing Lines donde dio vida a Matteo de Sabato.
En el 2016 se unió al elenco principal de la nueva serie Recovery Road donde interpretó a Wes Stewart, quien entra al programa de ayuda para controlar sus adicciones, hasta el final de la primera temporada ese mismo año, después de que la serie fuera cancelada.

## Filmografía

### Series de televisión
| Año            | Título                                           | Personaje         | Notas                       |
| -------------- | ------------------------------------------------ | ----------------- | --------------------------- |
| 2020           | The Great                                        | Leo Voronsky      | 10 episodios                |
| 2016           | Recovery Road                                    | Wes Stewart       | 10 episodios                |
| 2015           | Crossing Lines                                   | Matteo de Sabato  | episodio "In Loco Parentis" |
| 2012 - 2013    | The Borgias                                      | Alfonso de Aragón | 11 episodios                |
| 2011 - 2012    | Skins                                            | Matty Levan       | 14 episodios                |
| 2018- presente | The Medici: masters of Florence. The Magnificent | Sandro Botticelli | 8 episodios                 |

### Películas
| Año  | Título        | Personaje | Notas                                                                                                   |
| ---- | ------------- | --------- | --- |
| 2014 | Kids in Love  | Milo      | junto a Will Poulter, Alma Jodorowsky, Cara Delevingne, Jamie Blackley, Geraldine Somerville & Jack Fox |
| 2014 | Plastic       | Rafa      | junto a Ed Speleers, Will Poulter, Alfie Allen, Kate Magowan, Emma Rigby & Thomas Kretschmann           |
| 2025 | The Life List | Garrett   | junto a Sofia Carson & Kyle Allen                                                                       |

### Escritor
| Año  | Título       | Notas    |
| ---- | ------------ | -------- |
| 2015 | Kids in Love | Escritor |

### Apariciones
| Año  | Programa              | Notas                    |
| ---- | --------------------- | ------------------------ |
| 2009 | The Truth About Crime | apareció como estudiante |

### Teatro
| Año  | Obra                      | Personaje | Director | Teatro                 | Notas |
| ---- | ------------------------- | --------- | -------- | ---------------------- | ----- |
| 2009 | Henry V                   | Henry     | -        | The North Wall Theatre | -     |
| 2008 | Good                      | Maurice   | -        | The North Wall Theatre | -     |
| 2007 | Great Expectations        | Pip       | -        | -                      | -     |
| 2007 | A Midsummer Night’s Dream | Puck      | -        | -                      | -     |
| 2006 | The Willows at Christmas  | -         | -        | -                      | -     |

## Premios y nominaciones
| Año  | Categoría          | Premio            | Obra    | Resultado |
| ---- | ------------------ | ----------------- | ------- | --------- |
| 2010 | St Edward's School | Drama Prize Award | Henry V | Ganador   |
| 2006 | St Edward's School | Music Award       | -       | Ganador   |